# Utazás a tizenhatos mélyére
Esterházy Péter a Süddeutsche Zeitung felkérésére írta meg az Utazás a tizenhatos mélyére című (eredetileg az Én és a foci munkacímet viselő) könyvét, amely a németországi futball-világbajnokságra időzítve jelent meg, de korántsem csak a fociról szól.

## Főbb tudnivalók a regényről
- Műfaj: regény
- Nyelv: magyar
- A műfaj szűkebb meghatározása: önéletrajzi elemekkel átszőtt kisregény

### A regényben szereplő alakok
- Az író – ő a főszereplő, egyes szám első személyben beszél
- Az író öccse
- Pék úr
- unokaöcs
- Károly bá
- Brandhuber Feri
- pincérnők
- a Hesz
- Karló és Mari
- Ramona
- Heidi Klum
- Henrik
- Marsalkó

### Helyszínek a regényben
- Csillaghegy
- Budapest
- Vaduz
- Hartha
- Frankfurt
- Pireusz

## A regény története röviden
...egy jó negyedosztályú játékos az egy jó játékos a negyedosztályban.
|  | Alább a cselekmény részletei következnek! |

Ebben a regényben az elbeszélő, egy régi kisfutballista a régi csapatáról, régi meccseinek helyszíneiről mesél. Az író ebben a könyvben a világról, "mindenről" beszél, kiindulópontja, összehasonlítási alapja a futball.

### 1. rész
Az első részt tekinthetjük egy bevezetőnek is. Az író mesél a gyermekkori csapatáról, csapattársairól. Elmondja a véleményét magáról, az "öregedő futballistáról", sajnálja, hogy mára már szinte semmi nem maradt a régi tudásából. Ebben a részben megtudjuk,  az író azt a "házi feladatot" kapja egy német magazintól, hogy utazzon Németországba, és írjon a benyomásairól.

### 2. rész
Az író elutazik Németországba, ahol megismerkedik egy edzővel, Hesszel, Ramonával és Heidi Klummal. Együtt járnak meccsekre. Próbál beilleszkedni a szurkolók közé, a szurkolói életbe, hiszen ez neki új, ő eddig csak játékos volt, nem pedig szurkoló.

### 3. rész
Ebben a részben az író az "54-es tragédiáról" ír. Szeretné meg nem történtté tenni. "Kitalál" egy új, saját verziót, hogy valójában a magyarok nyertek 3–2-re, majd azt mondja, kiegyezik a németekkel, Európával egy 2–2-es döntetlenben. Aztán Puskásról és a magyar Aranycsapat tagjairól ír, zseniálisnak írja le Puskást.

### 4. rész
Az író Harthába, egy kisvárosba utazik, meccseket néz, ismerkedik az emberekkel, a regény lassan a végéhez közeledik.

### 5. rész
Az író befejezi utazását és a regényt.
|  | Itt a vége a cselekmény részletezésének! |

## Részletek a regényből
A minap egy fiatalemberrel néztem együtt a magyar-olaszt, már rég drukkoltam ennyire elszántan, elkapott a gépszíj, kiabáltam, acsarogtam, ujjongtam, rendben, ahogy kell. Drága magyar fiaim. És akkor egyszer csak észrevettem, lassan észre kellett vennem, hogy az ifjú ember, akiről nem állíthattam, hogy ismerem, de azért... szóval... hogy ő... a másik oldalon áll. Nem hittem a szememnek.
Az öregedő futballista (továbbiakban: ö.f.) többnyire családos, meghatározhatatlan korú, lassú emlős, ö.f.-nek lenni, ha nem függetlenül is a kortól: állapot, bölcselet, világnézet. Helyünk a világban. Ö.f. alapvetően gonosz lélek, amit csak ellenszenvesebbé tesznek az ellágyulás hullámai, a humanizmus tajtékja és az őt kétségkívül körülvevő csönd. Ö.f. főként gyanakvó. Minden gyanús, főképp, ami nem gyanús.

## Írások a regényről

### Magyar Narancs
Szórakoztató, könnyen olvasható kis könyv, nem szabad nagyon komolyan venni. Erre az író egyszer-kétszer maga is figyelmeztet, miközben persze nagyon is komolyan illenék olvasni, azért is van leírva – ha nem is ezekkel a szavakkal -, hogy a futballból, a futball szeretetéből nem konstruálható létmagyarázat. Pedig dehogynem, ennek az ellenkezőjéről soha senki nem győzhetné meg Esterházyt, ez világos (példa rá a kötet), és hát speciel magát a recenzenst sem, aki hajdanán a csapatával komolyan versenyben volt a BLASZ kettőért, ha csak egyetlen idény erejéig is.
A kötetet mindazonáltal nem csak azok forgathatják kedvvel, akik az előbbi mondat valódi jelentését érteni képesek – hogy némi bennfenteskedést is csempésszek az írásba, ami egy Esterházy-kritikánál úgyszólván előírás -, mert azok is megkapják a magukét, akik az esterházyas mondatokért vannak oda, még ha jobbára a már jól ismert nyelvi megoldások köszönnek is vissza ("A Marsalkó édesapja [É] egyedül nevelte Marsalkót [maga is Marsalkóként]." "A rinya. Magyarul [?!] ez a szó így hangzik: rinja.") Tesztelhetjük irodalmi tájékozottságunkat is, milyen arányban ismerjük föl a vendégszövegeket. Én például örömmel fedeztem föl az író 1985-ös Képes Sport-beli cikkét a brazilokról, de lehet, hogy nem ezzel kell dicsekedni.
B., I..  (2006)

### Magvető Kiadó
Ez afféle focikönyv. Csalogató azok számára, akik szeretik ezt a sportot. Vagy mégsem? Köze sincs a focihoz? Vagy focikönyvbe burkolózó kisregény? Reszket szegény pára, úgy hiszi, ha nem venné fel a foci mezét ebben a labda-áhította térben, rá se bagózna senki? Mi ez a könyv valójában? Sajnos, nem tudni. Mert egyszerre ez is, meg az is. Mulatságos meg véresen komoly. Tényleg szól a fociról meg szól ezer másról is. De a Jövő Vonatára ne ezért vegyük fel, ne a témája miatt vigyük magukkal arra a hosszú, hosszú, Jövőbe vivő útra, hanem elsősorban a humora miatt. Amiatt, ahogy Esterházy furtonfurt kineveti magát, ahogy állandóan azt kiabálja, ezt a könyvet aztán tessék komolyan venni, mert különben borzasztó dolgok következnek, s ahogy kisajátítja magának a jogot, hogy nevetnie csak neki lehet. Csak hát a magyar olvasót nem olyan fából faragták. Lehet, hogy a fegyelmezett, jövőbeli német (angol, stb.) közönséget meg lehet majd nevelni, őket rá lehet majd bírni a nemnevetésre, mi azért csak bátran hahotázzunk. A les-szabályon éppúgy, mint a kötényen, amit kapni lehet, s azon is, hogy van, aki inkább a szép játéknak, mint hazájának drukkol, mikor tizenegy elszánt alak kiszáll a gyepre. Mert kapaszkodjanak meg, ilyen drukker is van. Aki bár fociról van szó, mégis játszani szeret.
Ambrus, Judit.  (2006)

### Sulinet
Új oldaláról ismerjük meg a szerzőt akkor, amikor kis versben vallja meg, hogy hogyan is képzeli el az ideális berni döntőt. De ez a vers inkább egy álom leírása, mint valódi vers, például nincs is benne rím, ami pedig ugye minden versben van... De félretéve a viccet, Esterházy könyve afféle visszatérés a gyökerekhez az apa-könyvek után. A történet egy németországi, pontosabban több németországi és egyéb utazáson keresztül egy lehetséges élet stációin át vezet, mely lehetséges életben Esterházy Péter, akárcsak egykori magyar válogatott öccse, Esterházy Márton, még ma is a bőrt rúgja valamelyik pályán. De a valóság evvel szemben mégiscsak az, hogy Péter híres író, Márton pedig kiváló labdarúgó lett (utóbbi 1986 tavaszán a brazilverő válogatott tagjaként gólt is rúgott, majd az AEK Athénba igazolt). Péter pedig, miután éveken keresztül a Csillaghegy csapatának csatáraként játszott, végül sérülések és sikertelenség tapasztalatai után felhagyott az aktív sporttal. Ez utóbbi pedig, mint minden régvolt, nagy szerelem, megér egy regényt.